# گری فارمر
گری فارمر (انگلیسی: Gary Farmer؛ زادهٔ ۱۲ ژوئن ۱۹۵۳) هنرپیشه اهل کانادا است. از فیلم‌ها و سریال هایی که وی در آن نقش داشته است می‌توان به مرد مرده، بزرگ خالی، شوالیه شیطان، یاغی‌ها، همه کلاه و بیگانه ساکن اشاره کرد.